# 앨릭스 윈터
앨릭스 윈터(Alex Winter, 1965년 7월 17일 ~ )는 미국의 배우이다.

## 출연 작품
- 자파 (2020)
- 엑설런트 어드벤쳐 3 (2020)
- 더 파나마 페이퍼스 (2018)
- 트러스트 머신: 더 스토리 오브 블록체인 (2018)
- 애니원 캔 퀀텀 (2016)
- 스모쉬: 더 무비 (2015)
- 딥 웹 (2015)
- 다운로디드 (2013)
- 그랜드 피아노 (2013)
- 벤 10 : 에일리언 스웜 (2009)
- 벤 10 : 과거로의 질주 (2008)
- 지미 키멜 라이브! (2003)
- 피버 (1999)
- 바로워즈 (1997)
- 프릭스 대모험 (1993)
- 엑설런트 어드벤쳐 2 (1991)
- 엑설런트 어드벤쳐 (1989)
- 로스트 보이 (1987)
- 데스 위시 3 (1985)